# Agsab u Megar
Agsab u Megar (en árabe: أخشاب أمغار‎, en francés: Akhchab Oumrhar) es una localidad marroquí perteneciente al municipio de Budinar, en la región Oriental. Desde 1912 hasta 1956 perteneció a la zona norte del Protectorado español de Marruecos.